# Nationwide Airlines (Zâmbia)
A Nationwide Airlines (Zambia) é uma companhia aérea da Zâmbia.